# 牧村志織
牧村 志織（まきむら しおり）は、畑健二郎の漫画作品およびそれを原作とするアニメ『ハヤテのごとく!』に登場する架空の人物。アニメでの声優は佐藤利奈。

## プロフィール
- 誕生日：10月20日
- 血液型：B型
- 年齢：22歳
- 身長：156cm
- 体重：41kg

## 人物像
三千院家傘下の研究所「M.H.E.（ミカド・ハイパー・エナジー）」の人型介護決戦兵器開発主任。後に白皇学院の教師となる。家族構成は父と母と弟。好きなもの・得意なことはメカ・パソコンと、ごろごろ寝ること。苦手なことは上司に怒られること。
一見まともそうだが、おっとり型の天然ボケで悪意なく厄災を撒き散らすマッドサイエンティスト。メガネっ娘である。いつも白衣を着ていて、十字のペンダントをしている。作者曰く、「体は大人、中身は子供、頭はいいけど使ってない」。個人としてはかなりの給料をもらっており、そこそこの財力がある。東京の一等地の超高級マンションに住み、独身だが恋人（エイト）と同棲している。しかし、第19巻第1話で自分のクラスの男子生徒の竹崎に告白された際には彼氏（エイト）と別れたことになっていたが詳細は不明。製作したロボットに関しては下記を参照。
元は作者・畑がデビュー作となった『神様にRocket Punch!!』と並行して制作していた未発表読切作品のヒロインで、当該作中では借金返済のためにJリーガーを目指す主人公が在籍するサッカー部の顧問であった。原作では第2巻第1話が初登場で初期の頃からいた人物だったのだが、アニメ第1期では第21話が初登場となり、かなり登場が後回しにされている。

### 経歴
M.H.E.で製作した機体の度重なる暴走・破壊を上司である部長（声 - 大須賀純）に咎められた時、「火力が足りない」という感想を漏らし、さらに科学者にとって大事なものを問われ、開発費（金）やケーキ（甘いもの）と答えた。大事な「人としての心」を学ばせるために、母校である白皇学院に教師として赴任させられる。雪路を副担任に蹴落とす形でハヤテたちのクラス・1年7組の担任となった。就任早々抜き打ち試験を行って顰蹙を買ったかに見えたが、瞬時に採点を終わらせる頭脳明晰ぶりをみせ、生徒たちの心を掴んだ。ハヤテ達が2年生に進級した時には、学年主任に昇格した。
マリアとは同級生で、マリアが白皇の生徒会長だった時、副会長をしていた。当時からマリアと仲が良く、「ちびっこ会長」と呼んでいた。当時から論文を発表するほどの才女だったが、マリアが居たため成績単独トップになった事は無かった。可愛い映像を合法的に残すことを目的とした動画研究部の創設者。部室の建物も彼女の趣味による。実は同級生のマリアの成長記録を未来に残すことが彼女の本当の目的だったが、その映像記録は後にマリアに処分された。しかし結局ネット上に流出している（複製されたものが存在していたものとみられる）。今でも「マリぽん」・「マリアっち」などと呼んでおり（アニメ第1期第45話）、よき友人関係が成り立っているようだが、動画や音声などの情報を警戒されてもいる。

### 性格
雪路とハヤテの関係を「不純異性交遊」だと勘違いしたり、雪路に押された勢いで自分を押し倒したハヤテに対し、「もうお嫁さんに行けない」と漏らすなど、貞操感覚が常人離れしている。しかし、下がった給料分酒代を奢らせるつもりだった雪路に逆に奢らせるなど抜け目は無い。雪路は先輩としてそれなりに頼りにしているが、アニメ第1期第41話では雪路の付き人に疲れ果てて辞表を書いたこともあった。

## 能力
教師としても有能であり、テストの採点をその場で答案をパラパラ見ただけで終わらせ、平均点を算出して個人の苦手分野まで見抜いてしまう。マッドサイエンティストとしての能力は白皇赴任後も健在で、百葉箱を怪しげな機械に改造したりしている。
確率論を駆使しての麻雀も得意で、雪路・ヒムロ・シスターソニア相手に優勢になったことがある。

## ロボット
不足箇所を問われて火力とするなど志織は基本的に破壊ロボットが好みのようで、どれも破壊を好む。しかし志織の性格に由来するのかどれも欠陥が多い。しかし徐々に人間に近い外見と言動など完成に近づくという設定が行われている。アニメでは声がすべて志織と同じ佐藤利奈に統一されている。
エイト
開発中の介護用ロボット。とても短気で、胴体から無数の介護ミサイルを発射するなど、とても介護用には見えない。動作停止は本体に停止コマンドを入力する必要があり、暴走時の緊急停止は破壊とマリアは判断した（アニメでの停止コマンドはクラウス曰く「良い国…」）。ハヤテとの対決に敗れ牧村に燃えないゴミとして捨てられたが、自力で復活し三千院家でハヤテを襲撃する。この時志織に誤って燃えないゴミとして捨てたことを詫びられるが、今度は粗大ゴミとして捨てられ騒動が終結。その後ナギナギランドの森の妖精に化けて再びハヤテを襲撃するが、他の妖精らに袋叩きにされる。その後自分を創った志織に好意を抱き告白し、現在交際・同棲中（ただし志織が本気かは不明）。アニメ第47話で執事ロボ13号に嫉妬して暴れたこともある。ゴミ出しや掃除をまめにやって地域住人から愛されている。
システムを修正され、ある程度は温厚になったと思われる。胴体正面の番号はシステムのバージョンアップに対応していた。初登場時には「8」、三千院家に復讐に現れたときには「8.1」、遊園地に再び復讐に現れたときには「8.2」、志織の許に戻ってからは、コミックスでの表記は全て「8」で統一された。第7巻第6話で白皇学院に現れたときはドムのような全高3メートルほどのボディだった。
アニメでは先にナギナギランドでハヤテを襲撃しており、この時敗れた後に介護ロボ9号を破壊してその制御チップを自身に組み込んで「8.1」になり、モスキート・デストロイモード（蚊取り線香）を使用できるようになる。白皇学院に現れたときのボディはリック・ディアス似で、バージョンは「8.2」。
5月5日生まれ。3歳。身長200cm、体重130kg。家族構成は牧村志織（以上バージョン8.3時）。
少年サンデー誌上では作者の自画像の代わりに彼の顔が使われている。
オリジナルではなく、『ロボット8ちゃん』のパロディである。
アニメ第一期のDVD特典書き下ろしの番外編『ハヤテのごとく！りみてっど』に、TKDS（ちっちゃい子大好き少年の略）というエイトにそっくり（しかし性格はロリコン）なロボットが登場するが、エイトとの関連性は不明。高校生時代の志織が作ったが、手違いでロリコンになってしまったため、失敗作として白皇学院の敷地内に廃棄された。が、機能停止しておらず当時生徒会長だったマリアに変態的な文面のラブレターを書いて下駄箱に入れたり、泉が高校生に成長したことに逆ギレし襲い、ハヤテに撃退されたりしている。
プロトタイプセブン
志織が友人（ギルバート）に頼まれてウトウトしながら1日で作り上げた巨大ロボット。しかし本体はエイトのプロトタイプ、システムもバージョン8.2（アニメでの8.1相当）とエイトの過去のソフトとハードを流用したもので、新規で1日で完成させたわけではない。頭部に「7」という文字が書かれている。腕にはアルファベット数文字が表示されるディスプレイがあり、現在の状況が表示される（アニメではこの表示は省略された）。しかし（エイト曰く「やさぐれていた」）バージョン8.2は攻撃性に優れ危険であることから制御チップも作られたが、チップを手に持ちエイトとチップについて会話していたものの志織は入れ忘れていることに全く気付いていなかった。最初はギルバートが操縦していたが、ハヤテに敗北したエイトの記憶が蘇り自ら復讐を開始するも、ハヤテのMG42機関銃による銃撃を受け撃破された。
巨大犬型ロボ11号
アレキサンマルコ教会の地下にあったロボット。全長3mの殺人ゴーレム。教会の神父、リィン・レジオスターの依頼により製作された物。シスター・ソニアが三千院家への復讐の為に使おうとしていたが、ソニアが悪霊に憑依された雪路に敗北した際、勝手に逃走してしまった。
M12
アレキサンマルコ教会の地下にあったロボット。<M>は牧村(Makimura)のM。シスター・ソニアが三千院家への復讐で使おうとしたが、教会の地下にいた悪霊に憑依された雪路が乗っ取った。しかしナギを守るためにハヤテがとっさに編み出した必殺技で倒された。電源のコンセントを抜くと止まってしまうという弱点があった。
メカ執事13号
ナギがハヤテの2004年度3学期の期末試験期間中に試験勉強に専念させていた時に、クラウスがハヤテの代わりとして手配した臨時の執事ロボ。志織がエイトとのラブラブ生活を完全フィードバックし、当時自分の担任するクラスの生徒であるハヤテをモデルにした。ハヤテ本人との違いは眉毛がないこと。人間の感情面はほぼ完璧に仕上がっており、爆発オチはありえない（作者談）。「天の道を知りクロックアップで人より素早く動ける」と自ら評した。しかしナギは瞬時に志織作であると見抜き返送を指示、マリアは爆発オチだと看破した（実際のところ原作版では爆発オチにはならなかった、後述の通りアニメ版では自爆している）。
代わりの執事の登場による自分の地位の喪失にハヤテは不安を隠せなかったが、ナギの一言で安心した。
かなり優秀で、ナギの漫画の良くない点を指摘するとともに良い点を評価し、参考にと本棚の高い場所にあって未読だった漫画を勧める。マリアには、有能さと日ごろの苦労をねぎらうなど共感を得る。これによりナギとマリアに認められるようになった。ロボットとは思えぬほどの気遣いによって、マリアや咲夜を巧みに退場させてハヤテとナギの間をさりげなく取り持ったりした。ハヤテが復帰した後いつの間にか物語から退場して、その後登場することはなかった。
人間関係を複雑だと思うなど、人間とは一線を画した目線で物事を見たりもする。
マリアにネコミミを着させる恐るべき話術を持つ。さらにその話術を利用して漫才も出来る。
アニメ第1期第47話では原作と同様の経緯で登場し、自分の頭脳では理解できないハヤテとナギとのやり取りに興味を持っていたが、突如地球に向かって落下し始めた隕石を迎撃するために特攻を決意。ロケットに変形し、「生まれ変わったら（二人の関係の要点だった）『ジェラシー』を自分にインプットしたい」と言い残した後、隕石もろとも自爆した。その残骸は月面に辿り着き、地球を眺めるような形で佇んでいる。また、ナギは彼の特攻に泣きじゃくった。
コナミデジタルエンタテインメントからの発売の『サンデー×マガジン 熱闘!ドリームナイン』では主人公のハヤテ、ナギと共にサンデーオールスターズのメンバーだった。基本能力はハヤテに近いが（2人は同じ系統の変化球を使用する、など）、ハヤテより少し低い。
介護用ロボ実験体1号
志織が白皇の副会長をしていた時に作ったロボット。キャタピラ歩行で動き、カタカナで喋る。
警備8801
三千院家に配備されている自動警備ロボット。ミノ○スキードライブを搭載している。多数存在する。アニメではジェットスト○ームアタックを披露している。
また、アニメでの名称は「警備メカ」となっている。
介護ロボ9号
アニメのみ登場。原作では9号は名前のみの登場で、他の機体と同じような理由で壊れたと述べられている。
開発中止になったエイトの後に志織が造った新型介護ロボット。武器は介護ミサイル、介護レーザー、介護ルディオンハンマー。エイトのブースト・オンによる体当たり攻撃によってあっさりと破壊され、制御チップを奪われた。
シィ
リアルな人型（女性型）のアンドロイド。志織がケアロボットを欲しがった文に貸与した。名前の由来はセクシーな体型をしているため「やらしい」の「しい」から。エネルギーは人間の食べる物から摂れるが、燃費が悪い。
アイドルバスター961SP
アニメ第四期7話にてギルバードがハヤテを倒す為に送り込んだロボット。水蓮寺ルカのライブに乱入したが、女装して駆け付けたハヤテの「メイドスターキック」により破壊され、ライブ演出と言う形で誤魔化された。デザインは柳瀬敬之が担当。

## 備考
- 志織は当初から白皇学院の教師として設定されていた。赴任は当初作中で4月の新学期を予定していたが、作中の時間進行の遅さから前倒しして2月の赴任となり[5]、本来の赴任時期であった4月の新学期には上記の通り学年主任に昇進している。アニメ第1期では放送時期に合わせた9月の新学期での赴任となっている。
- 「牧村詩織」と誤記されることがあり、作者も登場当初この誤記をしている[6]。また2007年10月に「秋葉原エンタまつり2007」で開催された「ハヤテのごとく!キャラクター人気投票in秋葉原」においても、投票用紙・結果発表でこの誤記がされていたが現在は「牧村志織」と元通りに訂正された。